# 寺井大介
寺井 大介（てらい だいすけ、1977年3月29日 - ）はアクション俳優である。群馬県出身。AB型。キャスタッフ所属。

## 人物
中学校を卒業したころから表現者を志すようになり、高校入学後より芸能プロダクションに所属し舞台などで活動した。大学3年生の時、円谷プロダクションへ求職するも新卒は採っていないとして断られるが、その時かけた電話の側に置いてあった求人雑誌に円谷プロダクションのアクションスタッフ募集の広告を見つけて再び連絡し、そちらも募集は終了していたものの身長を述べたところ面接を行う運びとなり、採用に至った。
主にウルトラシリーズのスーツアクターとして活動し、『ウルトラマンコスモス』から『ウルトラマンギンガS』までの主役ウルトラマンを演じた。主にウルトラマンコスモスのスーツアクターを担当し、『ウルトラマンサーガ』でもコスモスのスーツアクターを担当した。
演技にあたっては、設定資料の確認や監督とのすり合わせでキャラクターの人生を思い描き、そのキャラクターになりきるという手法をとっている。
自身が演じた中で一番思い入れのあるキャラクターとしてウルトラマンネクサスを挙げている。
ウルトラマンジードからは、アクションコーディネート(殺陣師)として参加しているが、時折スーツアクターやチョイ役で参加している。

## 参加作品

### テレビ
- ブースカ!ブースカ!!
- 超星神グランセイザー - セイザータウロン、キラード星人、クリミネル星人、ベルゼウス（ガルバ星人）、特殊部隊隊員B
- ウルトラシリーズ
  - ウルトラマンコスモス - ウルトラマンコスモス（主にルナモードとエクリプスモード）
  - ウルトラマンネクサス - ウルトラマンネクサス[2][3]、ウルトラマンノア[4]
  - ウルトラマンマックス - ウルトラマンマックス[5]、ケサム、ケルス[要出典]
  - ウルトラマンメビウス - マグマ星人[要出典]、アランダス号船員、レッサーボガール、グローザム、ウルトラマンジャック[要出典]
  - ウルトラギャラクシー大怪獣バトル - レッドキング、キングジョーブラック[要出典]
  - ウルトラギャラクシー大怪獣バトル NEVER ENDING ODYSSEY - ゴメス（S）、ゼットン、アントラー、ガルベロス、アーマードダークネス、ダダ（RB）、キングジョーブラック[要出典]
  - ウルトラマン列伝 - ウルトラマンゼロ
  - ウルトラゼロファイト - ウルトラマンゼロ、グレンファイヤー[要出典]
  - ウルトラマンギンガ - ウルトラマンギンガ[6]
  - ウルトラマンギンガS - ウルトラマンギンガ[要出典]
  - ウルトラファイトビクトリー - ウルトラマンギンガ
  - 大怪獣ラッシュ ウルトラフロンティア 2ndシーズン - ガッツガンナー・ガルム[7]、スーパーアースゴモラ[8]
  - ウルトラマンX - ウルトラマンギンガ、ウルトラマンネクサス、ゼットン星人、キングジョー
  - ウルトラマンオーブ - ウルトラマンオーブ（サンダーブレスター）、ババルウ星人ババリュー、シャプレー星人カタロヒ、戀鬼（紅蓮騎）、ウルトラマンベリアル[9]
  - ウルトラマンジード - ウルトラマンベリアル[10]、アクションコーディネイト
  - ウルトラマンR/B - アクションコーディネイト、風来坊風の男[11]
  - ウルトラマンタイガ - アクションコーディネート、ウルトラマンギンガ、ニセウルトラマンベリアル
  - ウルトラマンZ - アクションコーディネート、ウルトラマンゼット（13）[12]
  - ウルトラマントリガー NEW GENERATION TIGA - アクションコーディネート
  - ウルトラマンデッカー - アクションコーディネート、TPU教官
  - ウルトラマンブレーザー - アクションコーディネート、黒服の男A

### 映画
- ウルトラマンティガ THE FINAL ODYSSEY - 超古代戦士
- ウルトラマンコスモス THE FIRST CONTACT - 呑龍
- 新世紀2003ウルトラマン伝説 THE KING'S JUBILEE - ウルトラマンコスモス
- ウルトラマンコスモスVSウルトラマンジャスティス THE FINAL BATTLE - ウルトラマンコスモス（エクリプスモード）、呑龍
- ULTRAMAN
- 大決戦!超ウルトラ8兄弟 - ウルトラマンガイア[13]
- 大怪獣バトル ウルトラ銀河伝説 THE MOVIE - その他のウルトラ戦士・怪獣・宇宙人
- ウルトラマンゼロ THE MOVIE 超決戦!ベリアル銀河帝国 - グレンファイヤー
- ウルトラマンサーガ - ウルトラマンコスモス[14]
- 仮面ライダー×スーパー戦隊 スーパーヒーロー大戦
- ウルトラマンギンガ 劇場スペシャル - ウルトラマンギンガ
- ウルトラマンギンガ 劇場スペシャル ウルトラ怪獣☆ヒーロー大乱戦! - ウルトラマンギンガ
- 劇場版 ウルトラマンオーブ 絆の力、おかりします! - ウルトラマンオーブ
- 劇場版 ウルトラマンジード つなぐぜ! 願い!! - アクションコーディネート
- 劇場版 ウルトラマンタイガ ニュージェネクライマックス - アクションコーディネート[15]
- ウルトラマンデッカー最終章 旅立ちの彼方へ… - アクションコーディネート[16]
- ウルトラマンブレーザー THE MOVIE 大怪獣首都激突 - アクションコーディネート[17]

### オリジナルビデオ
- ウルトラマンネオス - ウルトラセブン21
- ウルトラ銀河伝説外伝 ウルトラマンゼロVSダークロプスゼロ - サロメ星人ヘロディア助手・イラテ、ニセウルトラ兄弟[18]
- ウルトラマンゼロ外伝 キラー ザ ビートスター

### Webドラマ
- ウルトラマンオーブ THE ORIGIN SAGA - ウルトラマンコスモス[要出典]

### ゲーム
- ウルトラマン Fighting Evolution 3 - モーションアクター
- ラスト レムナント - アクションアクター